# Clement Bischoff
Clement Mutahi Bischoff (Copenaghen, 16 dicembre 2005) è un calciatore danese, difensore del Brøndby.

## Biografia
Ha origini kenyote tramite i nonni paterni.

## Caratteristiche tecniche
Nato terzino sinistro, in seguito ha avanzato il proprio raggio d'azione.

## Carriera

### Club
Cresciuto nel settore giovanile del Brøndby, ha debuttato in prima squadra il 27 settembre 2023 nell'incontro di DBUs Landspokalturnering vinto 3-0 contro l'HIK ed il 9 novembre seguente ha prolungato il contratto fino al 2026. Ha segnato il suo primo gol in carriera il 21 luglio 2024 nell'incontro di Superligaen pareggiato 3-3 contro il Viborg.

### Nazionale
Ha giocato con le nazionali giovanili danesi Under-19, Under-20 ed Under-21.

## Statistiche

### Presenze e reti nei club
Statistiche aggiornate al 23 febbraio 2025.
| Stagione        | Squadra         | Campionato      | Campionato | Campionato | Coppe nazionali | Coppe nazionali | Coppe nazionali | Coppe continentali | Coppe continentali | Coppe continentali | Altre coppe | Altre coppe | Altre coppe | Totale | Totale | Totale |
| Stagione        | Squadra         | Comp            | Pres       | Reti       | Comp            | Pres            | Reti            | Comp               | Pres               | Reti               | Comp        | Pres        | Reti        | Pres   | Reti   |        |
| --------------- | --------------- | --------------- | ---------- | ---------- | --------------- | --------------- | --------------- | ------------------ | ------------------ | ------------------ | ----------- | ----------- | ----------- | ------ | ------ | ------ |
| 2023-2024       | Brøndby         | SL              | 4          | 0          | CD              | 1               | 0               | -                  | -                  | -                  | -           | -           | -           | 5      | 0      |        |
| 2024-2025       | Brøndby         | SL              | 29         | 2          | CD              | 6               | 0               | UECL               | 4                  | 0                  | -           | -           | -           | 39     | 2      |        |
| Totale carriera | Totale carriera | Totale carriera | 33         | 2          |                 | 7               | 0               |                    | 4                  | 0                  |             | -           | -           | 44     | 2      |        |

### Cronologia presenze e reti in nazionale
| Cronologia completa delle presenze e delle reti in nazionale ― Danimarca under 21 | Cronologia completa delle presenze e delle reti in nazionale ― Danimarca under 21 | Cronologia completa delle presenze e delle reti in nazionale ― Danimarca under 21 | Cronologia completa delle presenze e delle reti in nazionale ― Danimarca under 21 | Cronologia completa delle presenze e delle reti in nazionale ― Danimarca under 21 | Cronologia completa delle presenze e delle reti in nazionale ― Danimarca under 21 | Cronologia completa delle presenze e delle reti in nazionale ― Danimarca under 21 | Cronologia completa delle presenze e delle reti in nazionale ― Danimarca under 21 |
| Data                                                                              | Città                                                                             | In casa                                                                           | Risultato                                                                         | Ospiti                                                                            | Competizione                                                                      | Reti                                                                              | Note                                                                              |
| --------------------------------------------------------------------------------- | --------------------------------------------------------------------------------- | --------------------------------------------------------------------------------- | --------------------------------------------------------------------------------- | --------------------------------------------------------------------------------- | --------------------------------------------------------------------------------- | --------------------------------------------------------------------------------- | --------------------------------------------------------------------------------- |
| 15-11-2024                                                                        | Aquisgrana                                                                        | Germania under 21                                                                 | 3 – 0                                                                             | Danimarca under 21                                                                | Amichevole                                                                        | -                                                                                 | 46’                                                                               |
| 19-11-2024                                                                        | Albacete                                                                          | Spagna under 21                                                                   | 2 – 1                                                                             | Danimarca under 21                                                                | Amichevole                                                                        | -                                                                                 | 66’                                                                               |
| 20-3-2025                                                                         | Serik                                                                             | Polonia under 21                                                                  | 3 – 3                                                                             | Danimarca under 21                                                                | Amichevole                                                                        | -                                                                                 | 60’                                                                               |
| 24-3-2025                                                                         | Cittadella                                                                        | Italia under 21                                                                   | 1 – 1                                                                             | Danimarca under 21                                                                | Amichevole                                                                        | -                                                                                 | 83’ 86’                                                                           |
| 12-6-2025                                                                         | Prešov                                                                            | Ucraina under 21                                                                  | 2 – 3                                                                             | Danimarca under 21                                                                | Europeo Under-21 2025 - 1º turno                                                  | 1                                                                                 | 57’                                                                               |
| 15-6-2025                                                                         | Prešov                                                                            | Paesi Bassi under 21                                                              | 1 – 2                                                                             | Danimarca under 21                                                                | Europeo Under-21 2025 - 1º turno                                                  | -                                                                                 | 60’                                                                               |
| 22-6-2025                                                                         | Prešov                                                                            | Danimarca under 21                                                                | 2 – 3                                                                             | Francia under 21                                                                  | Europeo Under-21 2025 - Quarti di finale                                          | 1                                                                                 | 72’                                                                               |
| Totale                                                                            |                                                                                   | Presenze                                                                          | 7                                                                                 |                                                                                   | Reti                                                                              | 2                                                                                 |                                                                                   |